# Videojuegos de karts

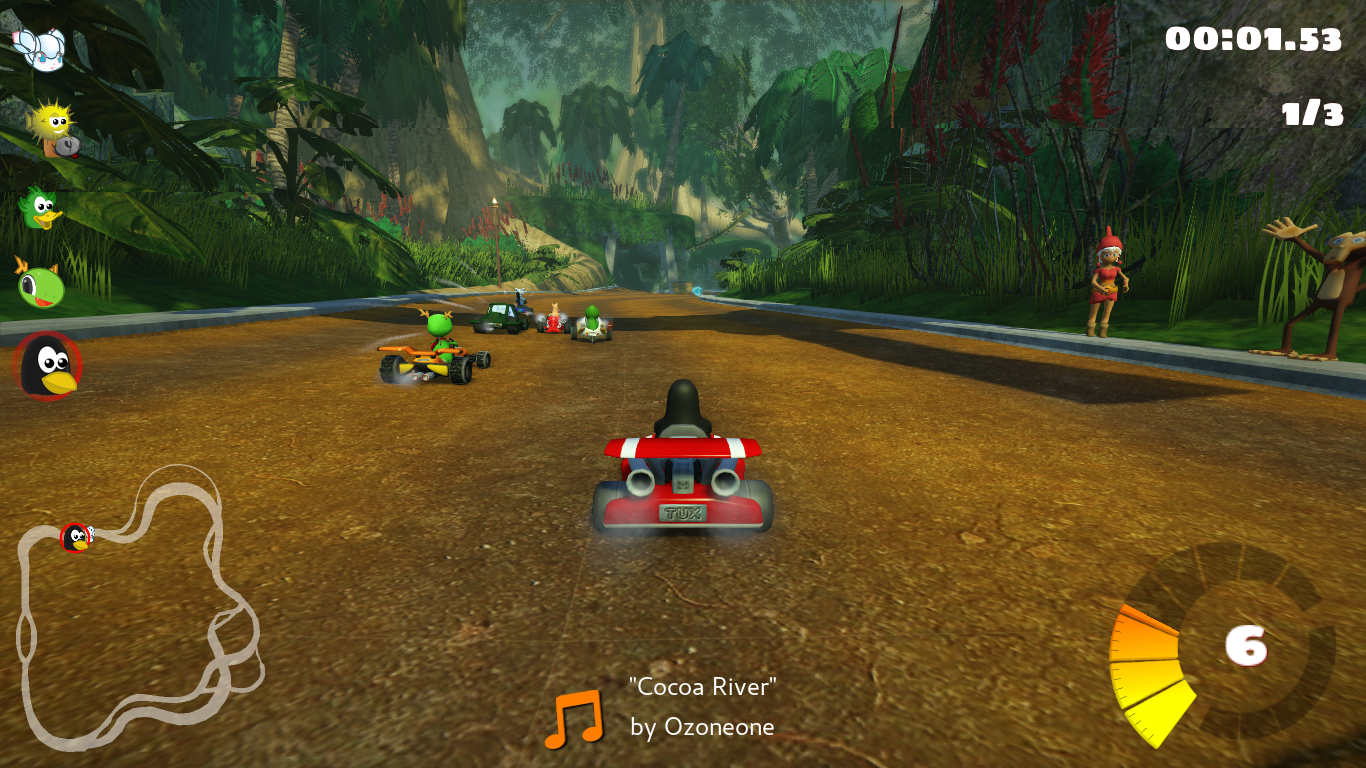
SuperTuxKart es un juego de carreras de karts de software de código abierto.

Los videojuegos de karts (también llamados videojuegos de carreras de karts o carritos) son un subgénero de los videojuegos de carreras. Los videojuegos de karts se caracterizan por simplificar la mecánica de conducción, al tiempo que incluyen diseños de carreras inusuales, obstáculos y combate entre los vehículos. Aunque el género tiene sus raíces en la década de 1980, Super Mario Kart (1992) y Crash Team Racing (1999) son los dos videojuegos que popularizaron el género, expandiéndose con múltiples franquicias.
No debe confundirse con los simuladores de karting, que es un subgénero de los simuladores de carreras, que simulan carreras de karts reales sin elementos de juego exagerados o ficticios.

## Mecánica y rasgos
Se sabe que los videojuegos de karts han simplificado la mecánica de conducción al tiempo que añaden obstáculos, diseños de pistas inusuales y diversos elementos de acción. También, los corredores de los karts son personajes ficticios, conocidos por pertenecer a una franquicia de videojuegos determinada o por ser pertenecientes a series de televisión de dibujos animados. Estos conductores presentan diseños inusuales, que a menudo reflejan el rasgo distintivo o la personalidad del propio personaje que maneja el kart. Los videojuegos de carreras de karts son una experiencia más parecida a un videojuego de arcade que a otros videojuegos de carreras elementales, por lo general, ofrecen un videojuego ficticio en el que los personajes jugadores pueden dispararse proyectiles entre sí, recolectar poderes para obtener ventajas o realizar técnicas especiales para ganar un impulso de velocidad. Por lo general, en tales videojuegos, los vehículos se mueven más como los coches de choque, los go-karts y los scooters, sin nada parecido a una palanca de cambios o un pedal de embrague.

## Historia

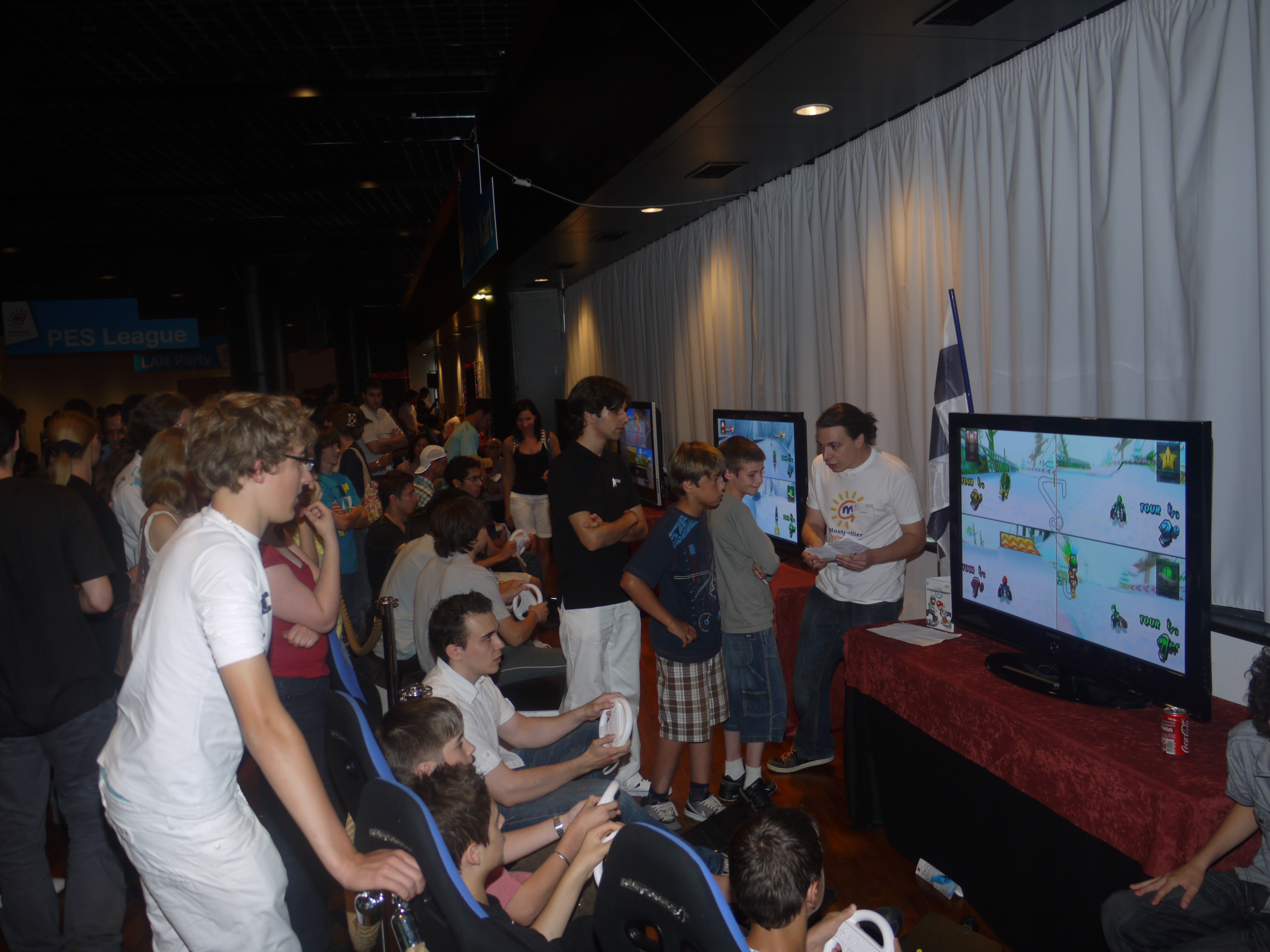
Cuatro jugadores juegan a Mario Kart Wii en un evento en Montpellier

El videojuego Power Drift, producido por Yu Suzuki para Sega, presentó el género de carreras de karts en 1988, pero Super Mario Kart (1992) fue el primer título en popularizar el género, siendo el primer videojuego de carreras de karts en implementar elementos de combate dentro de las carreras. Desde entonces, se han lanzado más de 50 videojuegos de karts en diferentes consolas y dispositivos, con personajes (generalmente de estética de dibujo humorístico) que van desde personajes de la saga Mario Bros hasta Nicktoons o South Park.
Las series Mario Kart y Crash Team Racing son a menudo consideradas como las pioneras y las más importantes del género de carreras de karts, superando a otros videojuegos populares como Diddy Kong Racing. El género cobró una gran importancia a partir de los 90, siendo un pilar fundamental para compañías como Nintendo, desarrollando juegos como Mario Kart DS (2005) y Mario Kart Wii (2008) que son dos de los videojuegos de carreras de karts más vendidos de la historia. Mientras que en la PlayStation los videojuegos de karts más vendidos son Crash Team Racing y más recientemente Crash Team Racing Nitro-Fueled, que fue durante semanas el videojuego más vendido en Europa.